# Caridem (metge)
Caridem (en llatí Charidemus, en grec Χαρίδημος) fou un metge grec seguidor d'Erasístrat que va viure probablement al segle III aC. És esmentat per Celi Aurelià, i va ser probablement pare d'Hermògenes de Tricca.